# Couze-et-Saint-Front
Couze-et-Saint-Front – miejscowość i gmina we Francji, w regionie Nowa Akwitania, w departamencie Dordogne.
Według danych na rok 1990 gminę zamieszkiwało 781 osób, a gęstość zaludnienia wynosiła 95 osób/km² (wśród 2290 gmin Akwitanii Couze-et-Saint-Front plasuje się na 530. miejscu pod względem liczby ludności, natomiast pod względem powierzchni na miejscu 1187.).